# DORIS (sistema satel·litari)
DORIS és un sistema satel·litari francès que es fa servir per determinar òrbites de satèl·lits (per exemple TOPEX/Poseidon) i per posicionament. El nom és un acrònim de "Doppler Orbitography and Radiopositioning Integrated by Satellite" o, en francès Détermination d'Orbite et Radiopositionnement Intégré par Satellite.